# Jarmila Antošová
Jarmila Antošová, píšící pod pseudonymem Štenglová, (21. února 1914 Vídeň – 1. října 1973 Praha) byla česká úřednice, spisovatelka a překladatelka.

## Životopis
Jarmila Antošová zvolila pseudonym podle příjmení své babičky. Jako datum narození bývá uvedeno 12. února a datum úmrtí 30. září 1973. Rodové vazby měla k Chlumci nad Cidlinou. Byla zaměstnána jako úřednice v Praze. Po válce působila například v Novém Boru, pobývala na Dobříši a na Slovensku. Žila v Praze.
Přispívala do Lidových novin, Ozvěn domova i světa, Venkova. Jako prozaička usilovala o oslavu prostého života, k čemuž měla dobré vypravěčské vlohy; překládala z angličtiny a němčiny..

## Dílo

### Próza
- Přijme se švadlena do domu: román – Praha: nakladatelství Pražské akciové tiskárny, 1941
- Až budu pánem – Praha: Český čtenář, 1942
- Kupecký rod Havelků: román – ilustrace i obálku provedl S. Kittner. Praha: Ladislav Janů, 1943; [v Lidových novinách 1940 vyšel román pod názvem Pod rodnou střechou]
- Vyhrála jsem první cenu – pseudonym Jarmila Říhová; ilustrace O. Štembera. Praha: Ladislav Janů, 1943
- Slunce svítí na městečko – Třebechovice pod Orebem: Dědourek, 1944
- Slečny na vdávání – pseudonym Jaryna Říhová; Ilustrace a obálka: Sláva Kittner. Hořovice: V. Bluma, 1945
- Buzuluk: novela – Praha: Orbis, 1947[5]

### Překlady
- Šťastné děvče – A. Selinko. 1940
- Tajná služba – N. Dale. 1946
- Osamělý poutník: román – Mary Rollandová-Lewisová; obálku a rytinu na vazbu provedla akademická malířka Toyen. Praha: Rudolf Schütz, 1947
- Hvězdy věští smrt – Jonathan Stagge; ilustrace Kamil Lhoták. Praha: Práce, 1947